# Нагнибіда Валентин Кузьмович
Валенти́н Ку́зьмович Нагни́біда (* 27 лютого 1928, Солониця, тепер Лубенського району — † 30 травня 1985, Кременчук) — український різьбяр по дереву, заслужений майстер народної творчості УРСР — 1976.

## З життєпису
Закінчив професійно-технічне училище за фахом столяр-краснодеревець. Під впливом художника Василя Парахіна організував різьбярський цех у Кременчуцькому лісгоспзагу та керував ним упродовж кількох років. Розробив для серійного виготовлення десятки зразків орнаментованих іграшок, шкатулок, тарелей, наборів посуду й ін. виробів із чистої, не вкритої лаком деревини в альтернативній до панівного тоді еклектизму народній стилістиці.
Залишив багату мистецьку спадщину в різних музеях України й Росії, десяток учнів і послідовників, із яких виділяються Микола Зацеркляний Переверзіна Марія.
Створений третій конверт із серії «Історія Кременчуцького Лісгоспу». Автор створення конверту Кирило Відміч.
Бібліографія творчої діяльності В. Нагнибіди складає понад 40 позицій. Отримав почесне звання «Заслужений майстер народної творчості УРСР».
Автор таких творів:
- декоративні тарілки — «Хліб-сіль», 1969, «Щастя», 1971;
- панно — «В. І. Ленін», 1969;
- скриньки, ножі для паперу, ложки, сільнички.

## Джерело
- Інститут історії України